# Илергеты
Илерге́ты (лат. Ilergetes, Ilergetae) — иберийский народ в Древней Испании.
Жил на северо-востоке (Hispania Tarraconensis) от реки Ибер и города Цезаравгусты (совр. Сарагосы) к северо-востоку до Пиренеев и к юго-востоку до Лериды.
К нему принадлежали небольшие племена баргузиев (или бергистанов) и других иберийских народов. В трудах античных авторов упоминается их город Илургия; кроме того, стратегически важным населённым пунктом в области илергетов являлась Илерда (ныне — Льейда), на впадающей в Эбро реки Сикорис, через которую был перекинут каменный мост. Здесь в 49 году до н. э. легаты Помпея были разбиты Цезарем.